# Rajd Safari 1993
Rajd Safari (41. Trust Bank Safari Rally) – 41 Rajd Safari rozgrywany w Kenii w dniach 8-12 kwietnia. Była to czwarta runda Rajdowych mistrzostw świata w roku 1993. Rajd został rozegrany na nawierzchni szutrowej. Bazą rajdu było miasto Nairobi. 

## Wyniki końcowe rajdu
| Msc.                   | Kierowca               | Pilot                  | Samochód                | Czas                   | Strata                 | Grupa                  | Punkty                 |
| Klasyfikacja generalna | Klasyfikacja generalna | Klasyfikacja generalna | Klasyfikacja generalna  | Klasyfikacja generalna | Klasyfikacja generalna | Klasyfikacja generalna | Klasyfikacja generalna |
| ---------------------- | ---------------------- | ---------------------- | ----------------------- | ---------------------- | ---------------------- | ---------------------- | ---------------------- |
| 1                      | Juha Kankkunen         | Juha Piironen          | Toyota Celica Turbo 4WD | 3:54                   | 0.0                    | A8 M                   | 20                     |
| 2.                     | Markku Alén            | Ilkka Kivimäki         | Toyota Celica Turbo 4WD | 4:03                   | +0:09                  | A8 M                   | 15                     |
| 3.                     | Ian Duncan             | Ian Munro              | Toyota Celica Turbo 4WD | 5:24                   | +1:30                  | A8 M                   | 12                     |
| 4.                     | Yasuhiro Iwase         | Sudhir Vinayak         | Toyota Celica Turbo 4WD | 5:35                   | +1:41                  | A8                     | 10                     |
| 5.                     | Guy Jack               | Des Page-Morris        | Daihatsu Charade GTXX   | 7:44                   | +3:50                  | A7                     | 8                      |
| 6.                     | Ashok Pattni           | Zahid Mogul            | Daihatsu Charade GTXX   | 8:39                   | +4:45                  | A7                     | 6                      |
| 7.                     | Marco Brighetti        | Abdul Sidi             | Daihatsu Charade GTXX   | 8:57                   | +5:03                  | A7                     | 4                      |
| 8.                     | Rudi Stohl             | Peter Diekmann         | Audi Coupé S2           | 9:14                   | +5:20                  | A8                     | 3                      |
| 9.                     | Basmat Shamji          | Peter Stone            | Subaru Legacy RS        | 10:07                  | +6:17                  | N4                     | 2                      |
| 10.                    | Manfred Stohl          | Kay Gerlach            | Audi 90 Quattro         | 10:43                  | +6:49                  | A8                     | 1                      |
| PWRC                   |                        |                        |                         |                        |                        |                        |                        |
| 1 (9).                 | Basmat Shamji          | Peter Stone            | Subaru Legacy RS        | 10:07                  | -                      | N4                     | ?                      |

1. ↑  Litera M przy oznaczeniu grupy do której należy samochód oznacza, iż tylko ci kierowcy z grupy A zdobywali punkty dla swoich zespołów liczonych w klasyfikacji producentów na koniec sezonu.

## Klasyfikacja po 4 rundach
Tabele przedstawiają tylko pięć pierwszych miejsc.

### Kierowcy
| Lp. | Kierowca          | Pkt |
| --- | ----------------- | --- |
| 1   | Juha Kankkunen    | 43  |
| 2   | Francois Delecour | 35  |
| 3   | Massimo Biasion   | 27  |
| 4   | Markku Alén       | 25  |
| 5   | Didier Auriol     | 20  |

### Producenci
| Lp. | Producent  | Pkt |
| --- | ---------- | --- |
| 1   | Toyota     | 60  |
| 2   | Ford       | 37  |
| 3   | Mitsubishi | 33  |
| 4   | Subaru     | 26  |
| 5   | Lancia     | 14  |